# Мотина Балка
Мотина Балка (укр. Мотина Балка) — село,
Ордо-Василевский сельский совет,
Софиевский район,
Днепропетровская область,
Украина.
Код КОАТУУ — 1225286607. Население по переписи 2001 года составляло 45 человек .

## Географическое положение
Село Мотина Балка находится на расстоянии в 1 км от сёл Владимировка и Завьяловка.
По селу протекает пересыхающий ручей с запрудой.
Рядом проходит железная дорога, станция Завьяловка в 1,5 км.